# Minneapolis sound
Genres associés
New wave, dance-rock, synthpop
Le Minneapolis sound est un genre musical développé par l'artiste américain Prince à la fin des années 1970. Il est décrit comme un mélange hybride de pop, rock, soul, funk, disco, new wave, et synthpop et a surtout influencé les artistes associés à Prince, en particulier The Time et les producteurs Jimmy Jam et Terry Lewis, mais aussi une grande partie de la dance-pop des années 1980,.